# Kurtguentheria laciniosa
Kurtguentheria laciniosa är en insektsart som beskrevs av Andrej Vasiljevitj Gorochov 1996. Kurtguentheria laciniosa ingår i släktet Kurtguentheria och familjen syrsor. Inga underarter finns listade i Catalogue of Life.